# 科爾內亞鄉 (卡拉什-塞維林縣)
45°02′N 22°19′E / 45.033°N 22.317°E
科爾內亞鄉（羅馬尼亞語：Comuna Cornea, Caraș-Severin），是羅馬尼亞的鄉份，位於該國西南部，由卡拉什-塞維林縣負責管轄，面積46平方公里，海拔高度353米，2007年人口2,019，人口密度每平方公里44人。